# Steinkreis von Colmeallie
Der Steinkreis von Colmeallie ist ein Steinkreis des Typs Recumbent Stone Circle (RSC), der insbesondere am River Dee mit nahezu 100 Exemplaren verbreitet ist. Colmeallie liegt im Glen Esk, etwa 8,0 km nördlich vom Edzell Castle, südwestlich des namengebenden Colmeallie Bauernhofs, neben der Straße B966 von Tarfside zum Loch Lee, nördlich des Rivers North Esk in Angus in Schottland.
Merkmal der RSC ist ein „liegender Stein“ begleitet von zwei stehenden, hohen, oft spitz zulaufenden „Flankensteinen“, die sich innerhalb des Kreises oder nahe dem Kreis befinden.
Colmeallie ist der Rest eines selteneren konzentrischen Steinkreises, dessen meiste Steine 1882 durch den Bau einer Straße verloren gingen. Er liegt auf einem Hügel von etwa 15,5 m Durchmesser und 0,6 m Höhe. Nur drei Steine des äußeren Kreises (A, B und C) sind in situ erhalten und ermöglichen die Rekonstruktion eines Kreises mit einem Durchmesser von 14,5 m. Vier kleinere Steine des inneren Kreises sind im Osten etwa 2,0 m innerhalb des äußeren Kreises erhalten und ein 2,1 m hoher (als D bezeichneter) Stein steht im Süden. Er steht zwar aufrecht, das kann jedoch nicht eine in situ Position sein. Westlich dieses Steines befinden sich drei liegende Steine, einer misst etwa 3,0 × 2,2 × 0,5 m. Seine Form, Größe und Positionierung im Südwesten des Kreises weisen auf eine Identifizierung als liegender Stein. Allerdings kann dies nur bestätigt werden, wenn „D“ zu einem späteren Zeitpunkt aufgestellt worden ist, was nicht exakt bestimmt werden kann.
Der Antiquar Andrew Jervise (1820–1878), der den Kreis 1853 aufgenommen hat, schrieb, dass ältere Einheimische sich erinnerten, dass der Kreis vollständiger war, vor kurzem aber für Baustoffgewinnung geplündert worden sei.